# Miguel Illescas
Miguel Illescas Córdoba (Barcellona, 3 dicembre 1965) è uno scacchista spagnolo.
Grande maestro di scacchi, ha ottenuto il suo più alto rating FIDE in luglio 1996, con 2640 punti Elo..

## Biografia
Già da giovane era un abile giocatore e all'età di 12 anni divenne campione di Catalogna. È un informatico specializzato, ma gli scacchi sono rimasti la sua vera passione. Ottenne il titolo di Maestro Internazionale nel 1986 e di Grande Maestro nel 1988. Divenne presto il più forte giocatore spagnolo, registrando un rating elo pari a 2620 (allora un record nel suo paese) con il quale occupava il ventiseiesimo posto nella classifica mondiale.
In quel periodo, Illescas aprì la sua scuola di scacchi, La Escuela de Ajedrez de Miguel Illescas o EDAMI. La scuola è strutturata in maniera flessibile e permette agli allievi di imparare alle lezioni tenute nelle scuole nei dintorni di Barcellona, oppure su internet o ancora come lezioni private. La EDAMI è anche un fornitore di materiale scacchistico, pubblica regolarmente una rivista di scacchi e organizza eventi quali tornei, simultanee e simili.
Da giovane, i risultati di Illescas furono notevoli: arrivò primo a Las Palmas nel 1987 e nel 1988, primo a Oviedo nel 1991, primo a Pamplona nel 1991/92 (assieme a Leonid Judasin), secondo a Leon nel 1992 (dopo Boris Gul'ko), terzo a Chalkidiki nel 1992 (dopo Vladimir Kramnik e Joël Lautier), primo al Lisbon Zonal nel 1993, secondo a Wijk aan Zee nel 1993 (dopo Anatolij Karpov), primo a Linares nel 1994, primo al Linares Zonal nel 1995, primo a Madrid nel 1996 (assieme a Veselin Topalov), primo a Pamplona nel 1997/1998 (assieme a Ulf Andersson) e nel 2003 (assieme a Luke McShane and Emil Sutovskij).
Vinse la Coppa di scacchi spagnola nel 1995, 1998, 1999, 2001, 2004, 2005 e 2007. A livello di competizioni di squadra, ha rappresentato la Spagna alle Olimpiadi degli scacchi dal 1986 in poi, ottenendo un bronzo individuale nell'edizione del 2006, a Torino; ha vinto sette volte il campionato spagnolo.
Nel 1997 è stato nominato capo del team della IBM che ha preparato il supercomputer Deep Blue per il secondo match contro Garri Kasparov. Lavorò con Joel Benjamin, Nick de Firmian e John Fedorowicz, e il risultato del progetto e del match fu un successo, che indubbiamente aumentò la sua reputazione come analista, come giocatore di squadra e, forse ancor più importante, come colui che capì la psicologia del campione del mondo più forte di sempre.
Di conseguenza, venne scelto da Kramnik come suo secondo nel match per il Campionato del mondo di scacchi PCA 2000. Kramnik vinse il mondiale, e la collaborazione vincente con il giocatore spagnolo venne ristabilita in occasione del match per il titolo nel 2004, quando Kramnik batté lo sfidante Péter Lékó, e in occasione del match di riunificazione del titolo nel 2006, contro Veselin Topalov (che, curiosamente, scelse nel suo staff un compatriota di Illescas, Francisco Vallejo Pons). In queste occasioni Illescas vide se stesso in parte come collaboratore ed in parte come guru, occupandosi non solo delle analisi, ma anche dei processi decisionali e della personalità degli avversari.
Illescas ha anche sviluppato un interesse per gli scacchi960, e ha sempre sfidato lo stesso Bobby Fischer a giocare un match contro di lui.
Con l'ascesa del super-GM Aleksej Širov e del GM Francisco Vallejo Pons, Illescas perse il posto di numero uno spagnolo, ma rimane uno degli scacchisti più forti e stimati del suo paese.